# Sièges d'Arles (410-411)
Pour les articles homonymes, voir Siège d'Arles.
Les sièges d'Arles sont deux sièges subis successivement en 410 et 411 par l'usurpateur romain Constantin III dans la cité d'Arles, le premier face à Gerontius et le second devant Constance, le général de l'empereur Honorius et futur Auguste sous le nom de Constance III. À la suite de ce dernier siège, Constantin se rend, puis est exécuté avec son dernier fils sur le chemin le conduisant en Italie.

## Le contexte: l'usurpation de Constantin
Après avoir été acclamé par ses légions et remporté des succès qui semblent lui assurer son usurpation, Constantin obtient de la cour de Ravenne l’autorisation de ses prétentions. Il se trouve à Arles à la fin de 407 ou au début 408. Engagé par serment à délivrer l’Italie des Wisigoths mais après avoir donné plus d’alarme que de secours à son pusillanime allié, il se revient dans la cité provençale en mai 408. Toujours en 408, il nomme Constant son fils, César, et l’envoie en Espagne mater une révolte conduite par un parent d’Honorius. 
Le magister militum Gerontius reste responsable de l’Espagne quand Constant revient en Gaule. 
En septembre 409, les difficultés de Constantin s’aggravent même s’il obtient de l'empereur Honorius l’autorisation de mener des opérations contre les Wisigoths d'Alaric. À la fin de 409, il  doit aussi faire face à la révolte en Espagne du comte Gérontius qui l'oblige à rentrer précipitamment d'Italie et se réfugier dans la place forte d'Arles, alors nouvelle préfecture des Gaules.

## Les sièges

### 1ersiège: fin 410 – printemps 411
Après avoir placé sur le trône, son ami Maxime qui fixe sa résidence à Tarragone, Gerontius se dépêche de franchir les Pyrénées pour surprendre Constantin et son fils Constant avant qu’ils ne soient préparés à se défendre. Lors de l’été 410 Constantin qui avait franchi les Alpes après un accord avec Allobichus (de) le magister équitum d’Honorius, doit devant la menace de Gerontius, retourner en Gaule et s’enfermer dans Arles où il soutient un siège. La ville aurait infailliblement été prise par Gerontius, si une armée d’Italie envoyée par Honorius et conduite par Constance n’était rapidement venue à son secours (printemps 411). Gerontius, abandonné par ses troupes, s’enfuit en Espagne et est tué par ses propres soldats. L’usurpateur Maxime, un temps soutenu, est livré par les Barbares à la justice d’Honorius puis après avoir servi de spectacle à la populace de Ravenne et de Rome, publiquement exécuté.  Entre-temps, Constant, assiégé dans Vienne, avait été tué.

### 2esiège –  printemps & été 411
Constance dont l’approche avait fait lever le siège d’Arles et dissiper les troupes de Gerontius, assiège donc une seconde fois l'usurpateur Constantin dans Arles. Cependant, l’intervalle de ces deux sièges avait donné à Constantin et au préfet des Gaules Decimus Rusticus qui le suivait dans cette aventure, le temps de négocier un traité avec les Francs et les Alamans. Edobic, son ambassadeur revient bientôt à la tête d’une armée pour troubler les opérations du siège.
Le général romain Constance, au lieu d’attendre d’être attaqué, franchit le Rhône (il passe donc sur la rive droite du Rhône) et s’oppose aux Barbares. Tandis que son infanterie les attaque en tête, son lieutenant Ulphilas qui avait gagné un poste avantageux sur leurs arrières les environne avec sa cavalerie et détruit leur armée. Les survivants sauvent leurs vies par la fuite ou par la soumission et Edobic trouve la mort, trahi par un de ses proches.
L’usurpateur Constantin, qui du haut des murailles voit anéantir sa dernière espérance se résout à se rendre après avoir exigé des sûretés pour sa personne et s’être fait donner par l’imposition des mains de l'évêque d'Arles, Héros, le caractère sacré d’ecclésiastique. Il  fait alors ouvrir les portes d’Arles (fin de l’été 411) mais constate rapidement que les principes d’honneur qui dirigent la conduite ordinaire de Constance sont subordonnés à la doctrine politique. Envoyés sous bonne garde en Italie, Constantin et son second fils Julien sont exécutés en chemin (18 novembre 411).

## Épilogue: la fuite devant Jovin
L’empereur Honorius et Constance avaient été informés peu de temps avant la reddition de Constantin, au 4e mois du siège, qu’un nouvel usurpateur, Jovin couronné à Mogontiacum (Mayence) (en 411) et soutenu par une partie de l’aristocratie gallo-romaine, s’avançait des bords du Rhin vers ceux du Rhône à la tête d’une armée de Barbares. Devant cette menace qui a du précipiter les négociations avec les assiégés, Constance abandonne Arles, sitôt prise au plus tard début 412, et retourne en Italie. Cette retraite est sans doute déterminée par de bonnes raisons (avancée de Jovin ou en relation avec le transit des Wisigoths d'Italie en Gaule), mais Constance abandonne sans combat la possession entière de la Gaule. Dardanus, préfet du prétoire des Gaules, est cité comme le seul magistrat qui refuse de se soumettre à l’usurpateur Jovin. Dardanus semble s'être réfugié à Narbonne où il tuera moins de deux ans plus tard, Jovin, entre-temps capturé par les Wisigoths qui ont changé d'alliance, de ses propres mains.

### Sources
- Edward Gibbon, Histoire de la décadence et de la chute de l’Empire romain, tome 6,  p. 104 et suivantes ici
- Abbé Dubos, Histoire critique de l'établissement de la monarchie française dans les Gaules, 3 vol. in-4°, (1734) Texte en ligne (BNF) et Wikisource.